# کوکوی زمردی آسیایی
کوکوی زمردی آسیایی (نام علمی: Chrysococcyx maculatus) یکی از گونه‌های کوکو از خانواده کوکویان است و در بنگلادش، بوتان، کامبوج، چین، هند، اندونزی، لائوس، مالزی، میانمار، نپال، سری‌لانکا، تایلند و ویتنام یافت می‌شود. زیستگاه طبیعی آن جنگل‌های دشت نمناک نیمه‌گرمسیری یا گرمسیری و جنگل‌های کوهستانی نمناک نیمه‌گرمسیری یا گرمسیری است.

## پراکندگی و زیستگاه
این کوکو دارای محدوده زادآوری است که از هیمالیا به سمت شرق تا میانمار، چین و شمال تایلند امتداد دارد. در جنوب آن یک سرگردان یا مهاجر در شمال هند، سریلانکا، مالزی و سوماترا است. زادآوری در این مناطق مشخص نیست. در جنگل‌ها و حاشیه‌های جنگلی زیاد است. 